# Tyrannoscelio
Tyrannoscelio (лат.) — род платигастроидных наездников из подсемейства Scelioninae. Южная Америка. Название происходит от двух слов: tyranno- (тиран, деспот) и scelio (имя номинального для семейства рода), подразумевая его важный признак «грозную» голову как у тираннозавра (Tyrannosaurus).

## Распространение
Южная Америка: Бразилия, Колумбия, Парагвай.

## Описание
Мелкие перепончатокрылые насекомые: длина тела 2—4 мм. Основная окраска коричневато-чёрная. Голова крупная вытянутая, её длина в 1,5–1,6 раза превышает наибольшую ширину. Усики 12-члениковые у самок и самцов, форма флагелломеров цилиндрическая. Нижнечелюстные щупики состоят из 4 сегментов, а нижнегубные — 2-члениковые. Формула члеников лапок: 5-5-5. Формула шпор голеней: 1-1-1. Отличаются строением головы, сильно выступающим вперёд фронтальным выступом («козырьком») и крупными вытянутыми мандибулами, отсутствием щёчной бороздки (от нижней части сложного глаза до основания жвал)

## Систематика
3 вида. Впервые выделен в 2007 году. Позиция рода в составе подсемейства Scelioninae остаётся неясной, но наличие хорошо развитого скафиона (skaphion) говорит о связях с трибами Psilanteridini, Thoronini или Parascelionini. Виды нескольких родов Scelionidae имеют сходную расширенную дорсальную часть лба, выступающую вперёд: Sparasion Latreille (Sparasionini), Acanthoscelio Ashmead (Scelionini), Encyrtoscelio Dodd (Gryonini) и Breviscelio Sundholm (Gryonini). Его назначение неясно, но большинство его обладателей развиваются в почве. Однако от всех этих родов Tyrannoscelio отличается узким скафионом (передней частью мезоскутума). Другим важным признаком Tyrannoscelio служит отсутствие у него щёчной бороздки (от нижней части сложного глаза до основания жвал), черты характерной практически для всех Scelionidae. Щёчной бороздки нет только у нескольких базальных родов, таких как Archaeoscelio Brues (вымерший род из балтийского янтаря), Nixonia Masner, Sparasion Latreille, Sceliomorpha Ashmead, Plaumannion Masner и Johnson, Huddlestonium Polaszek and Johnson, а также её нет почти у всех родов Platygastridae (кроме Metaclisis Forster и Orseta Masner and Huggert). Авторы рассматривают отсутствие щёчной бороздки плезиоморфным, либо вторичной утерей в ходе эволюции.
- Tyrannoscelio cerradensis Johnson, Musetti & Masner, 2019 — Бразилия, Парагвай
- Tyrannoscelio crenatus Arias-Penna, 2007 — Колумбия
- Tyrannoscelio genieri Masner & Johnson, 2007 — Бразилия